# Raión de Zgurivka
Zgurivka (en ucraniano: Згурівський район) es un raión o distrito de Ucrania en el óblast de Kiev. 
Comprende una superficie de 763 km².
La capital es la ciudad de Zgurivka.

## Demografía
Según estimación 2010 contaba con una población total de 19093 habitantes.

## Otros datos
El código KOATUU es 3221900000. El código postal 07600 y el prefijo telefónico +380 4570.